# Stetteldorf am Wagram
Stetteldorf am Wagram – gmina targowa w Austrii, w kraju związkowym Dolna Austria, w powiecie Korneuburg. Według Austriackiego Urzędu Statystycznego liczyła 1 029 mieszkańców (1 stycznia 2014).